# Byard Lancaster
William Byard Lancaster (Philadelphia, 6 augustus 1942 – Wyndmoor, 23 augustus 2012) was een saxofonist en fluitist in de avant-gardejazz.

## Biografie
Naast saxofoon en fluit studeerde Lancaster piano, zang, compositie en dirigeren. Van 1960 tot 1963 studeerde hij aan de Shaw University, daarna aan het Berklee College of Music. Hij speelde begin jaren zestig met Dave Burrell. Rond 1965 verhuisde hij naar New York, waar hij speelde in jamsessies, onder meer met Archie Shepp en drummer Elvin Jones.
Hij werkte samen met Sunny Murray en speelde mee op diens debuutalbum uit 1965, Sunny Murray Quintet. Hij werkte ook later nog met de drummer. Hij trad op met Bill Dixon en speelde eind jaren 60, begin jaren 70 verschillende keren met Sun Ra. Van 1971 tot 1977 werkte hij samen met McCoy Tyner. Tevens speelde hij enige tijd met organist Larry Young. Lancaster was ook actief buiten de jazz, zo speelde hij met blues-pianist Memphis Slim en gitarist Johnny Copeland.
Hij maakte begin jaren 80 opnames met Ronald Shannon Jackson. Meer aan het eind van zijn leven trad hij regelmatig op met cellist David Eyges, tevens speelde hij met Khan Jamal. Hij heeft albums opgenomen als leider voor onder meer het label Creative Improvised Music Projects (CIMP), tevens was hij sideman bij opnames van anderen.
Lancaster overleed in augustus 2012 aan de gevolgen van alvleesklierkanker, op 70-jarige leeftijd.

## Discografie

### Als leider
- 1968: It's Not Up To Us (Vortex Records)
- 1971: Live at Macalester College
- 1974: Us (Palm Records)
- 1974: Mother Africa (Palm)
- 1974: Exactement (Palm)
- 1977: Exodus (Philly Jazz)
- 1979: Documentation: The End of a Decade
- 1979: Personal Testimony (Concert Artists)
- 1988: Lightnin' Strikes!
- 1993: Worlds (Gazell Records)
- 2001: Philadelphia Spirit in New York
- 2005: A Heavenly Sweetness
- 2008: Useless Education Promo Preview

### Als 'sideman'
met Sunny Murray
- Sunny Murray Quintet (1966)

met Odean Pope
- The Ponderer (Soul Note, 1990)

met Bill Laswell
- Sacred System - Nagual Site (Wicklow/BMG, 1998)

met Arcana
- Arc of the Testimony (Axiom, 1997)